# Chrystadelfianie

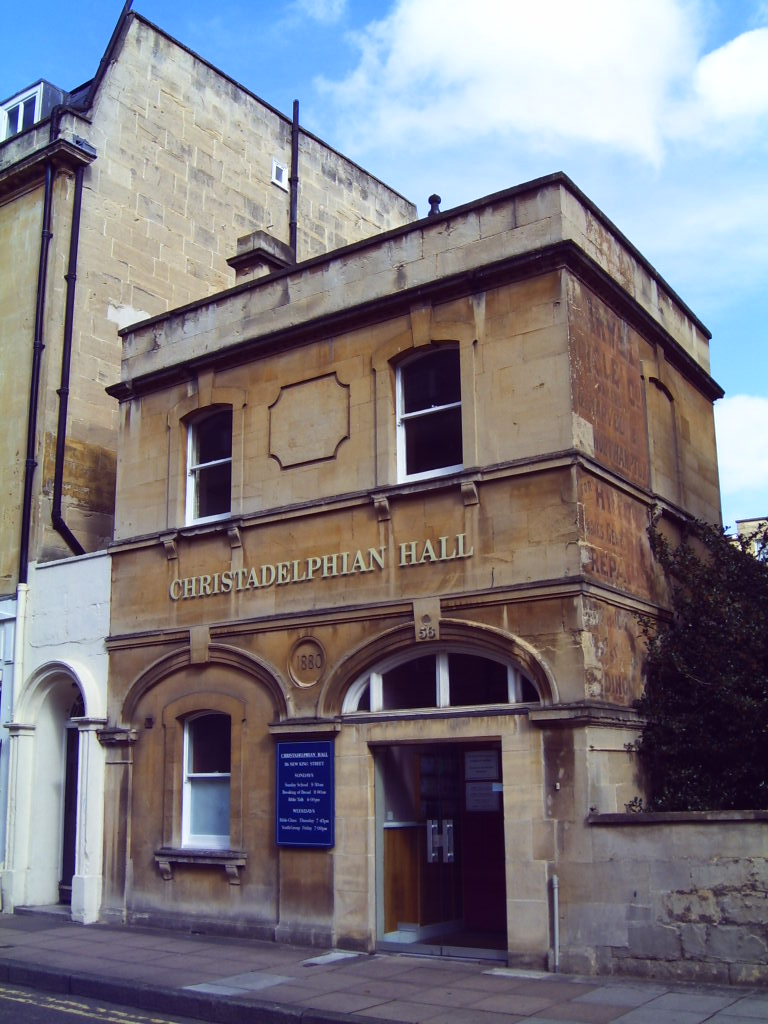
Zbór chrystadelfiański w Bath, Anglii

Chrystadelfianie, Bracia w Chrystusie (ang. Christadelphians) – mały odłam unitarianizmu. 
Chrystadelfianie (bracia i siostry w Chrystusie) to unitariańska denominacja chrześcijańska, założona w Stanach Zjednoczonych w XIX wieku przez dr. Johna Thomasa. Wyznanie ma swoich członków i kościoły, nazywane eklezjami, na całym świecie. Niezależne szacunki oceniają liczbę chrystadelfian na całym świecie na około 60 tys.

## Zasady wiary
- Biblia jest natchnionym słowem Bożym[2].
- Jezus Chrystus jest Synem Bożym, lecz nie Bogiem, i nie istniał przed narodzeniem.
- Chrystus powróci na ziemię i założy Królestwo Boże na ziemi.
- Śmierć jest nieświadomością – odrzucają nieśmiertelność duszy i wierzą w warunkową nieśmiertelność[3].
- Piekło oznacza po prostu grób, a nie miejsce wiecznych cierpień.
- Chrzest następuje przez całkowite zanurzenie w wodzie osoby dorosłej, która uwierzyła w Ewangelię i poznała podstawowe nauki Biblii.
- Duch Święty nie jest osobą, ale mocą Boga.
- Szatan nie jest bytem osobowym, lecz synonimem ludzkiej niegodziwości i grzechu[4].

Deklarację wiary większości społeczności (B.A.S.F. 1898) można znaleźć w książce Czego Naucza Biblia?. Deklaracja wiary mniejszościowej społeczności Dawn (1940) zawiera cztery dodatkowe klauzule.

## Praktyki religijne

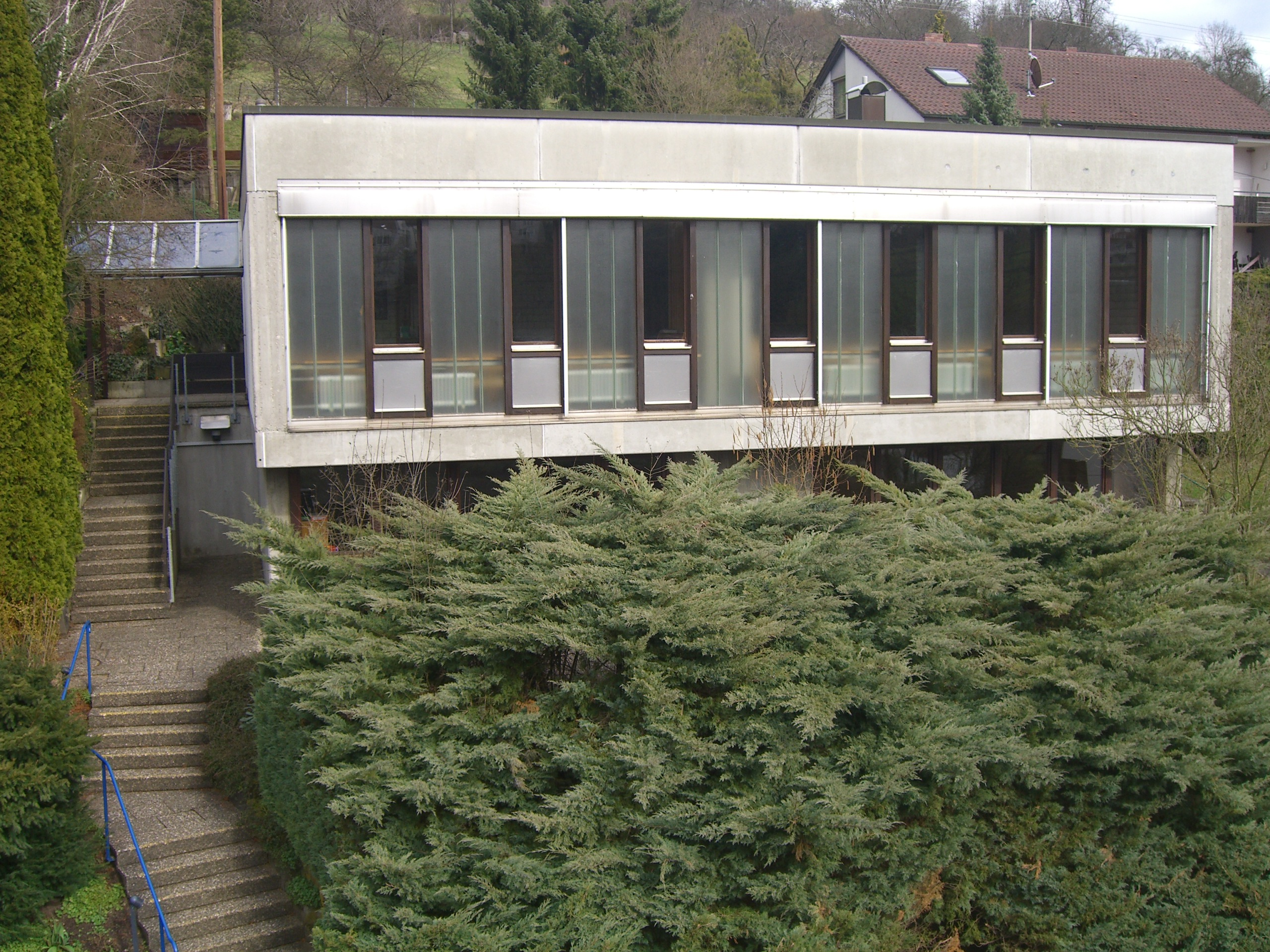
Chrystadelfiancka kaplica, Esslingen am Neckar, w Niemczech

Chrystadelfianie spotykają się regularnie, aby odbywać ceremonię łamania chleba i picia wina na pamiątkę śmierci Jezusa Chrystusa. Spotykają się w domach i w małych salach spotkań. Ich nabożeństwa są proste, próbują oni naśladować chrześcijaństwo z pierwszego wieku. Nie mają żadnego centralnego urzędu, a każdy kościół (eklezja) jest autonomiczny.

## Inne informacje
Oficjalnym miesięcznikiem kościoła chrystadelfiańskiego jest The Christadelphian, wydawany w Birmingham (Anglia) od 1864 r.. Publikowany jest też bezpłatny magazyn dla studentów Biblii. 
Chrystadelfianie mają trzysta zgromadzeń lokalnych w Wielkiej Brytanii. Każdego roku wybierają one przedstawicieli dla dwóch organizacji:
- CALS – Chrystadelfiańskie Towarzystwo Wykładowców Pomocniczych, które ewangelizuje w Wielkiej Brytanii[10];
- CBM – Chrystadelfiańska Misja Biblijna, która ewangelizuje w Europie i Afryce[11].

CALS i CBM oferują kursy korespondencyjne, i wydali około 700 publikacji. 
Chrystadelfianie od swego powstania znani są z tego, że odmawiają służby wojskowej. Socjolog Bryan Wilson, który badał grupy chrystadelfian w 1959 r. stwierdził, że jest to grupa „stabilnej introwertycznej wspólnoty religijnej”. BBC uważa, że grupa jest „unitariańską grupą chrześcijańską, wzorowaną na modelu wczesnego Kościoła”.